# Paravargula formosana
Paravargula formosana is een mosselkreeftjessoort uit de familie van de Cypridinidae. De wetenschappelijke naam van de soort is voor het eerst geldig gepubliceerd in 1977 door Tseng.